# Agustín Casanova Cedeño
Agustín Elías Casanova Cedeño (Calderón, 28 de septiembre de 1960) es un político ecuatoriano que se desempeñó como alcalde de Portoviejo. Ha desarrollado diversos puestos públicos, como Director Regional del Servicio de Rentas Internas (SRI), director financiero de la Municipalidad de Portoviejo, director administrativo y financiero de la Universidad San Gregorio de Portoviejo, entre otros.

## Biografía
Nació el 28 de septiembre de 1960 en la Parroquia Abdón Calderón de la ciudad de Portoviejo, Manabí. Es hijo de José Perfecto Casanova Intriago y Ligia Mariana Cedeño Zambrano.
Sus estudios primarios los realizó en la Escuela Particular Mercedes de María, en la ciudad de Portoviejo, la educación secundaria la llevó a cabo en el Colegio Nacional Olmedo, de la misma ciudad.
Los estudios académicos superiores los realizó en la Universidad Técnica de Manabí, en el que obtuvo el título de Ingeniero Comercial.

### Matrimonio
Está casado con Jazmina Zambrano Rezabala.

### Alcalde de Portoviejo

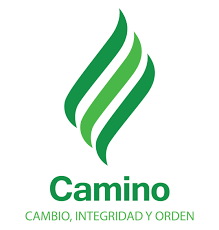
En 2017 funda su propio movimiento llamado Cambio, Integridad y Orden "CAMINO" que ocupa el casillero número 105 en Portoviejo.

Las elecciones municipales de Portoviejo de 2014 fueron la primera experiencia política de Casanova al postularse como candidato por el partido Sociedad Unida Más Acción (SUMA). En estas elecciones alcanzó el 41,8% (42.562 votos) contra 32% (32.566), convirtiéndose en el alcalde de Portoviejo hasta el año 2019.
Resultó reelecto en el año 2019, por la alianza PSC-Unidad Primero-CAMINO.